# Château de Semur-en-Vallon
Le château de Semur-en-Vallon est un château français situé à Semur-en-Vallon dans le département de la Sarthe et la région Pays de la Loire.

## Localisation
Le monument est situé dans le département français de la Sarthe, au nord du bourg de Semur-en-Vallon.

## Architecture
L'édifice est inscrit au titre des monuments historiques depuis le 22 décembre 1927 et au titre des sites depuis le 31 décembre 1942.

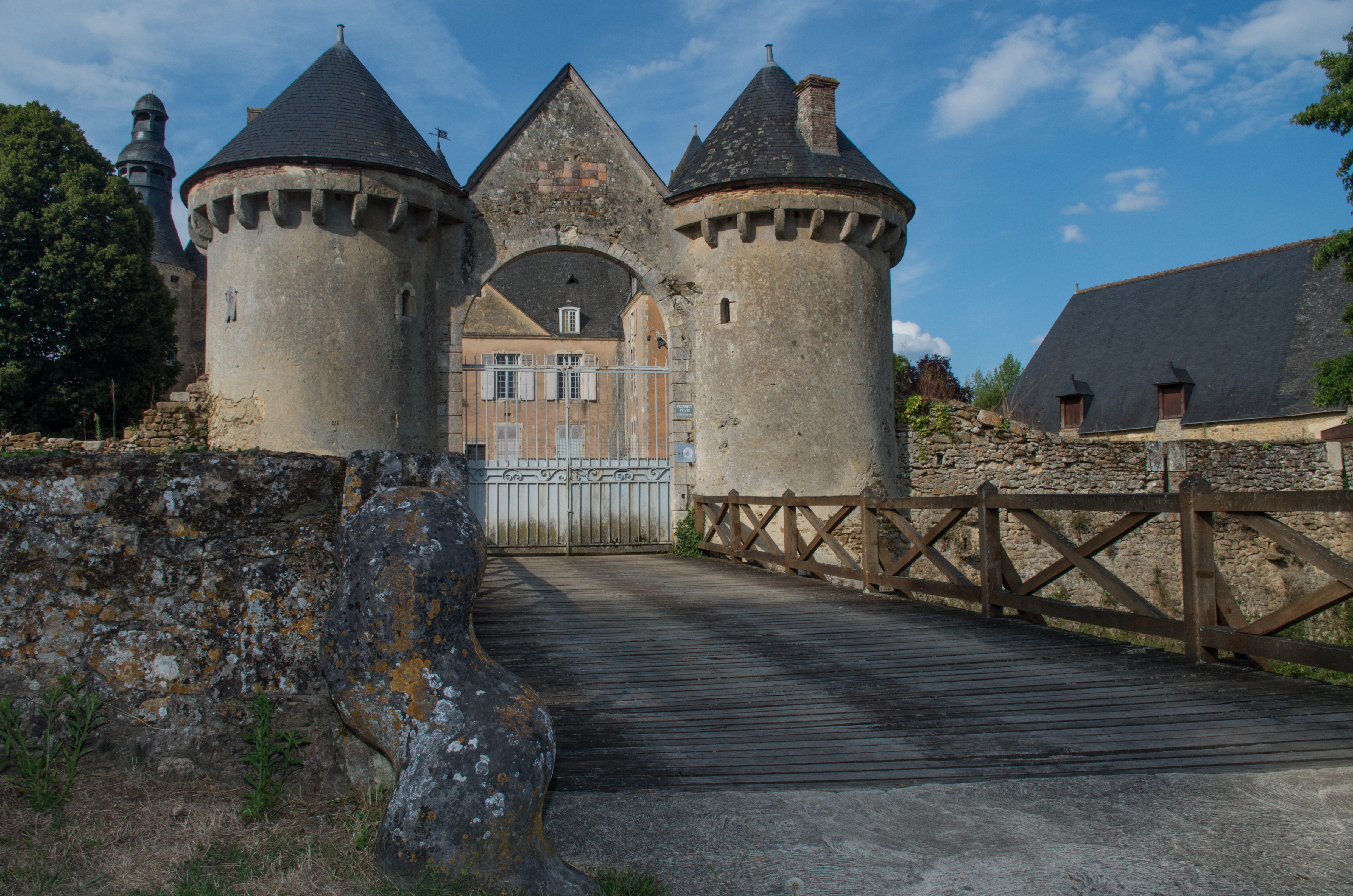
Le porche.
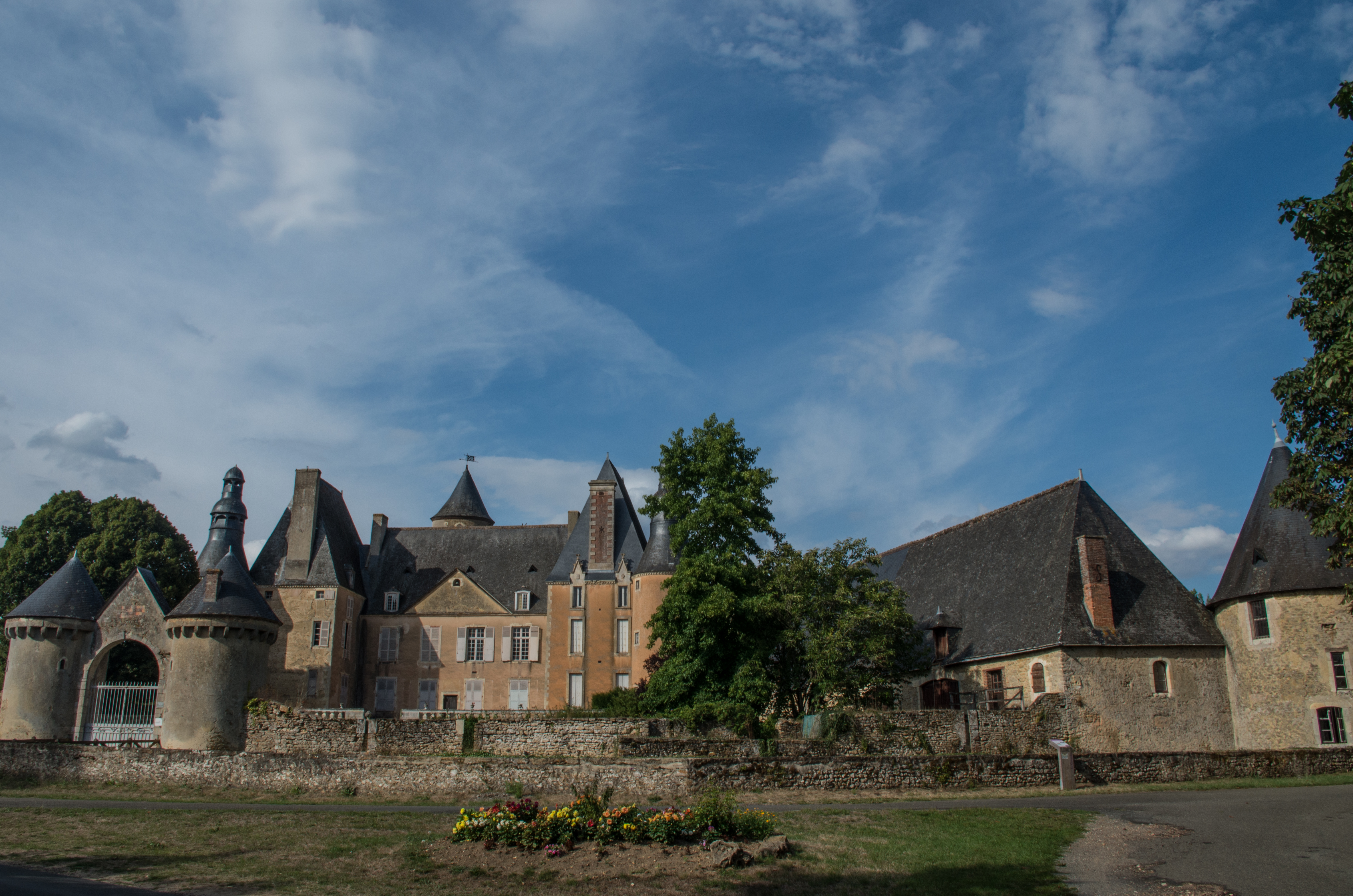
La façade méridionale.
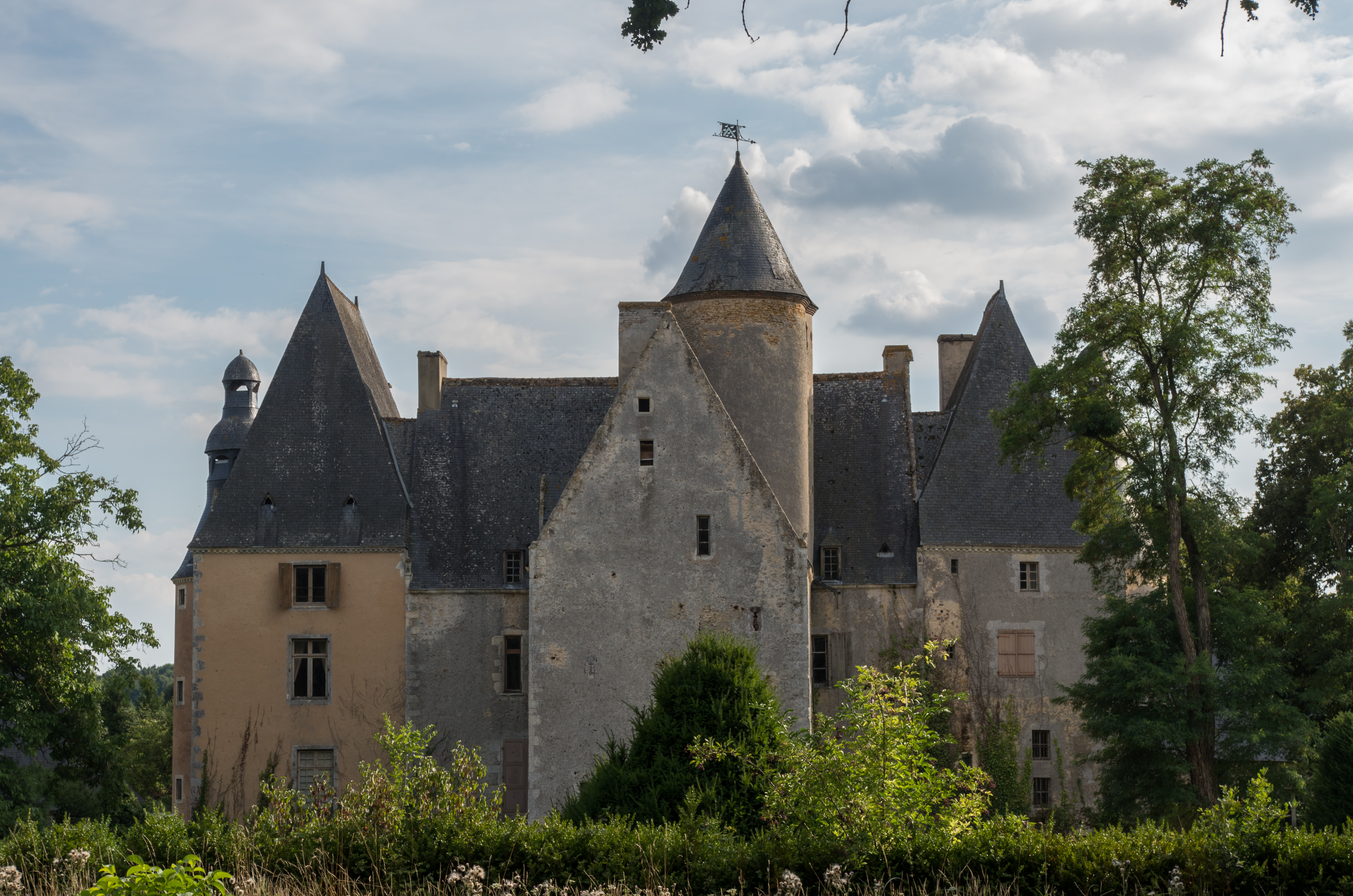
La façade septentrionale.